# Ingeborg Schleiss David
Ingeborg Vilhelmine Charlotte Schleiss David (* 17. Dezember 1899 in Kopenhagen; † 5. Februar 1984 ebenda) war eine dänische Theaterschauspielerin.

## Leben
Ingeborg Schleiss David wuchs als Tochter von Carl Schleiss († 1923) und seiner Frau Ida Kruse († 1952) in Kopenhagen auf.
Nach ihrem Schulabschluss absolvierte sie von 1917 bis 1920 ihre Schauspielausbildung an der Eleveskole des Königlichen Theaters Kopenhagen, wo sie im Jahr 1920 auch ihr Bühnendebüt als Darstellerin hatte. Sie wirkte im Laufe ihrer Karriere in zahlreichen Theaterstücken, Ballett-Aufführungen, Operetten, Musicals, Varieté-Shows und in Kabarett-Programmen mit. Sie war als Bühnendarstellerin auch am Folketeatret, am Odense Teater, am Aarhus Teater oder am Betty-Nansen-Theater engagiert.
Sie war ab dem 14. Juni 1923 bis zu seinem Tod im Jahr 1977 mit dem Schauspieler Arne-Ole David (1894–1977) verheiratet. Aus der Ehe gingen zwei Kinder hervor, der Schauspieler Ingolf David und die Tochter Marianne (1930–2005).
Ingeborg Schleiss David starb am 5. Februar 1984 im Alter von 84 Jahren. Ihre Grabstätte befindet sich auf dem Mariebjerg-Kirkegard in Gentofte.